# Варберг
Варберг (нім. Warberg) — громада в Німеччині, розташована в землі Нижня Саксонія. Входить до складу району Гельмштедт. Складова частина об'єднання громад Норд-Ельм.
Площа — 8,01 км2. Населення становить 810 ос. (станом на 31 грудня 2021).

## Галерея

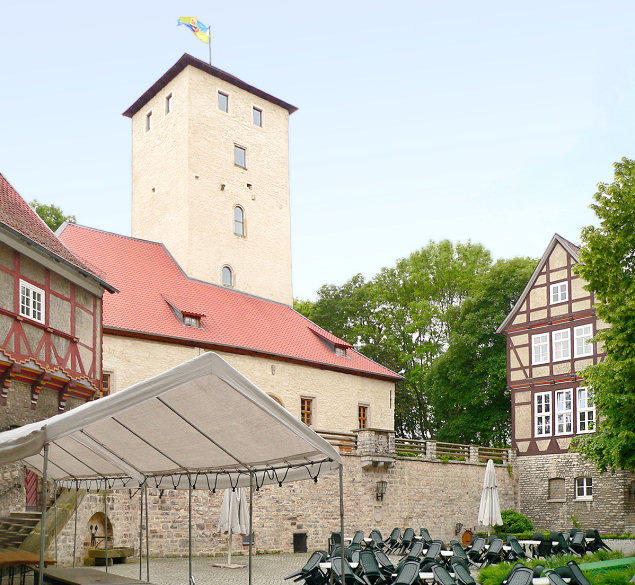